# エドゥアルド・シェワルナゼ
エドゥアルド・シェワルナゼ（グルジア語: ედუარდ შევარდნაძე、ロシア語: Эдуард Амвросьевич Шеварднадзе、ラテン文字表記の例：Eduard Amvrosievich Shevardnadze、1928年1月25日 - 2014年7月7日）は、ソビエト連邦及びグルジア（ジョージアに改名）の政治家。1985年から1990年までソビエト連邦の外務大臣を務め、1995年から2003年までグルジア大統領を務めた。ジョージア語の原音を重視する立場からシェヴァルドナゼと表記されることもある。外相当時の日本の報道では主にシュワルナゼ表記が用いられた。
経済の自由化を推し進め、国営企業の民営化や新自由主義を全面的に推進した。親露派の時期も反露派の時期もあった人物であるが、一貫して親米政策を取った。但し政権後期は汚職が蔓延し、またインフラの供給量の少なさも懸念された。2014年に死去。

## 来歴・人物

### 初期の政治経歴
1928年1月25日にソビエト連邦グルジア共和国ランチフティ地区ママティ村に生まれる。1946年に首都トビリシのコムソモール指導員を皮切りに、グルジアのコムソモール及びグルジア共産党で活動する。共産党には1948年に入党した。1951年グルジア共産党中央委員会付属学校を卒業する。1957年グルジア・コムソモール第一書記に就任する。1958年からグルジア共産党中央委員。1959年クタイシ教育大学を卒業する。1965年、グルジア共和国保安相となり、保安省が内務省に改編されたのに伴い、1968年内相に就任する。

### グルジア共産党第一書記
1972年にグルジア共産党第一書記に就任すると、汚職の摘発、腐敗した党幹部の大量解任に辣腕を振るう。また、レオニード・ブレジネフ書記長時代にはブレジネフに対する個人崇拝に積極的な姿勢を見せた。グルジア共和国内の各民族主義には、当初、「民族主義的偏向」批判のキャンペーンを大々的に貼るが、これに対してグルジア国内では民族自決を求める抵抗運動が高まった。1978年、新憲法案でグルジア語の国語規定が削除されていたことに反対する大規模なデモが発生し、撤回を余儀なくされた。このような動きに対してシェワルナゼは路線を変更し、民族主義へ配慮をするとともに世論調査の導入や経済改革を実験的ではあるが実施していった。ミハイル・ゴルバチョフとは、ゴルバチョフがスタヴロポリ第一書記の頃からの知人であり、お互いに地方党組織のトップとして交流していた仲であった。

### ソ連外相
1985年3月ゴルバチョフ書記長が誕生すると、シェワルナゼは、7月に共産党中央委員会政治局員に抜擢される。更に内外の耳目を集めたのが、長年にわたって外務大臣を務めソ連外交の牽引役であったアンドレイ・グロムイコが最高会議幹部会議長に転出したことに伴う後継の外相に就任したことである。当初、外交に関連した経歴を全く持たないことから、その手腕は未知数であったが、ゴルバチョフの新思考外交推進役として、アレクサンドル・ヤコブレフとともに、ゴルバチョフのペレストロイカにおける片腕と目されるようになった。しかし、ゴルバチョフが保守派・改革派の権力闘争の過程で、急速に右転回していくとシェワルナゼも批判に晒されるようになる。ゴルバチョフは大統領制を導入し権力基盤の強化を目論むが、当初、副大統領候補として念頭に置いたのはシェワルナゼであった。しかし、1990年12月に「独裁が近づいている」と危機を訴え、電撃的に外相を辞任した。なお、1986年1月15日から4日間、日ソ外相定期協議のためにソ連外相としては10年ぶりに来日している。

### ソ連崩壊
1991年8月のクーデターでは、いち早くホワイトハウスに駆け込み、エリツィン支持と独裁反対を訴え、クリミア半島フォロスの別荘に軟禁状態にあったゴルバチョフを救出することに成功した。クーデター後、アレクサンドル・ベススメルトヌイフ外相の後任には、クーデターに批判的な態度を鮮明にした駐チェコスロバキア大使のボリス・パンキンが就任したが、パンキンの政治手腕はソ連外交を主導するためには余りにも不安だったため、再びシェワルナゼが外相に復帰した。しかし、シェワルナゼらの努力も虚しく、ソ連崩壊とともに外相を辞任した。

### グルジア大統領
ソ連崩壊後、グルジアのズヴィアド・ガムサフルディア大統領は民族主義と強権政治を強め、これにより民族紛争と大量難民を生み出した。1992年1月の反ガムサフルディア派によるクーデターでガムサフルディアはロシアのチェチェン共和国へ亡命した。混乱を極めるグルジアの国内情勢を立て直すために、かつてソ連外相としてペレストロイカを推進し、国際的に抜群の知名度を誇るシェワルナゼが擁立された。
1992年3月、シェワルナゼは、グルジア国家評議会議長に就任し、グルジアの最高指導者となる。グルジア人とアブハジア人、グルジア人とオセット人で戦闘がおこっている最中である1992年10月には、最高会議議長に当選。独立国家共同体(CIS)にジョージアは加盟することとなり、親露派として活動した。しかし一方アメリカとも関係を持つようになる。　1995年8月新憲法が採択され、11月大統領に選出された。この頃から反露派となり、より一層アメリカと接するように。1999年、グルジア大統領の立場で来日。2000年4月には大統領に再選された。シェワルナゼ政権によって、グルジアの経済及び社会情勢は安定を見せ、市場経済への転換も軌道に乗ったが、アブハジア紛争に伴う難民問題やロシアとの関係など難問を抱え、さらに1998年に彼の公用車だったメルセデス・ベンツ・W140をターゲットにしたシェワルナゼ暗殺未遂事件が数度発生したことを契機に、市場経済へのプロセスが停滞し始め、それに伴い汚職の蔓延や電力やガスなどの供給不安、インフレや失業などが拡大していった。

### 大統領辞任
2003年11月の議会選挙の不正を野党側が糾弾し、議会占拠の混乱に至ったため、2003年11月23日に大統領辞任を余儀なくされた。シェワルナゼはソビエト外相を辞任するまでゴルバチョフを支持していたことにあらわれていたように漸進主義的な政治手法を取ったため、政権内に事なかれ主義をもたらし、次第にグルジアの民意と乖離していったことが失権の原因とされる。
ドイツの人々はシェワルナゼがソ連外相としてドイツ統一に尽力したことを高く評価しており、「祖国統一の恩人」としてドイツへの亡命の申し出があった。しかし、シェワルナゼはこの申し出に感謝しつつも、家族とともに祖国に留まる決意を下した。

### 死去
シェワルナゼは晩年をトビリシ郊外の自宅で過ごした。健康の悪化に従い公共の場へ出る機会は減った。長い闘病生活の後、2014年7月7日、86歳で死去した。 
グルジアのギオルギ・マルグヴェラシヴィリ大統領とイラクリ・ガリバシヴィリ首相は、シェワルナゼの遺族に対して哀悼の意を表明した。マルグヴェラシヴィリ大統領は、シェワルナゼを「ソビエト体制の解体に参加した、20世紀を代表する著名な政治家のひとり」と評し、さらにシェワルナゼが、新たなグルジアの建国と親欧米路線への転換に重大な役割を果たしたことを評価した。ガリバシヴィリ首相は、シェワルナゼが冷戦を終わらせ、新たな世界秩序を確立させるために多大な貢献をしたと評価した。2003年のバラ革命でシェワルナゼを退陣させたミヘイル・サアカシュヴィリ前大統領はシェワルナゼの死去に際して哀悼の意を表するとともに、シェワルナゼがソ連時代およびソ連崩壊後のグルジアにおける重要な人物であったことを評価し、バラ革命で対立したものの、大統領経験者であることを考慮し、一部政治家や社会からの刑事訴追の要求を退けていたことを明かした。
ペレストロイカの盟友ともいうべきミハイル・ゴルバチョフ元ソ連大統領は、7日、シェワルナゼの死去に対して哀悼の意を表明した。ゴルバチョフはインタファクス通信に対し「グルジア人特有の明るさで、あらゆる人々とすぐに打ち解けた」と振り返り、西側首脳と渡り合い東西冷戦終結に寄与したシェワルナゼの功績を称えた。
ロシアのウラジーミル・プーチン大統領は、哀悼の意を表明し、「シェワルナゼ氏に近しい人たち、そしてすべてのグルジア国民に深い哀悼の意を表明する」という談話を発表した。

## 著作
- 『希望』朝日新聞外報部訳、朝日新聞社、1991年